# Casa Laribal
La casa Laribal és un edifici situat als carrers de l'Avinyó i de la baixada de Sant Miquel de Barcelona, catalogat com a bé amb elements d'interès (categoria C). Actualment allotja un hostal.

## Història
El 1902, l'advocat Josep Laribal i Lastortras, director del diari El Diluvio, va demanar permís per a construir-ne la nova seu, que n'havia de reunir l'administració, la redacció i els tallers, aleshores situats en dos locals diferents a la plaça Reial i al carrer dels Escudellers Blancs. Els plànols foren signats pel mestre d'obres Lluís de Miguel i Roca, tot i que el projecte és atribuït a l'arquitecte municipal Pere Falqués, que actuà com a contractista de l'obra.
Laribal va morir el 1904 sense veure acabada l'obra, i aquesta fou continuada per les seves hereves, les germanes Teresa i Francisca Font i Guinart, que el 1906 signaren el contracte amb el mateix Falqués. Posteriorment, l'edifici fou reformat i remuntat en un pis per l'arquitecte Enric Sagnier i Villavecchia per a convertir-lo en la nova central telefònica de la Companyia Peninsular de Telèfons, inaugurada el 1910 amb la benedicció del bisbe Joan Josep Laguarda i Fenollera.

## Descripció
Es tracta d'un edifici de planta baixa d'enormes portalades, tres pisos de grans finestrals (que es fan més petits amb l'alçada), i un quart pis de maó vist i coronament amb una filera de dentells sota la cornisa. Hi destaca la cantonada axamfranada, amb la porta principal (a través de la qual s'accedeix a un pati central rodó), sobre la qual s'alcen unes columnes ciclòpies que sostenen una tribuna amb un arc de mig punt, i el coronament amb columnes que sustenten la cornisa. Tot plegat resulta en un llenguatge eclèctic i brutalista.